# Mompha meridionella
Mompha meridionella is een vlinder uit de familie wilgenroosjesmotten (Momphidae). De wetenschappelijke naam is voor het eerst geldig gepubliceerd in 2003 door Koster & Sinev.
De soort komt voor in Europa.